# ロベール1世 (ブルゴーニュ公)
ロベール1世 老公（フランス語：Robert Ier, 1011年 - 1076年3月21日）は、ブルゴーニュ公（在位：1032年 - 1076年）。フランス王ロベール2世とコンスタンス・ダルルの息子で、アンリ1世の弟。

## 生涯
1030年に、母コンスタンス・ダルルに押され、兄のアンリ1世と共に彼らの父王ロベール2世に対して反逆を起こし、アンリはドルーの城を、ロベールはボーヌとアヴァロンを略取した。
2人はディジョンにあるサン＝ベニーユ修道院のギヨーム・ド・ボルピアーノの命での扇動で父と和解した。
その翌年の1031年に父ロベール2世崩御後、三男ロベールを王位に就かせようとしていた母コンスタンスがブロワ伯ウード2世から支援を受け、王位を継いだ次男新王アンリ1世に対する反乱を起こし、ロベールはコンスタンスの援助を受けてこれに加担した。コンスタンスはサンリス、ダマルタン、ル・ピュイセ（フランス語版）、ポワシー、サンスを占領し、その半分を支援の対価としてウード2世に与えた。
一方、フランス王アンリ1世はノルマンディー公ロベール1世からの決定的な支援を受け、精力的に防衛しつつ、いくつかの町を奪還し、コンスタンスとロベールは敗退した。アンリ1世は王位を維持し、それ迄30年王家と結びついていたブルゴーニュ公国をロベールに贈与したことにより講和を結んだ。
この講和の功績は主にコンスタンスの母方の従兄アンジュー伯フルク3世にあったとされ、フルク3世ネラはコンスタンスを叱責し、より穏健な交渉に乗らせるように促したとされる。
ロベールは暴力的かつ気性が激しいことで有名であり、自分の復讐心、野心と欲望を満たすためなら、どんな犯罪も躊躇なく行ったようである。
ロベール1世は1033年頃に又従妹に当たるスミュール家のダルマス1世の長女エリー（1016年 - 1055年以降4月22日）と結婚し、4男1女をもうけた。
- ユーグ（1034年 - 1059年）[1] - 戦死
- アンリ（1035年 - 1074年?）[1] - 後のブルゴーニュ公ユーグ1世の父
- ロベール（1040年 - 1113年）[1] -シチリア伯ルッジェーロ1世の娘ヴィオランテと結婚、次兄アンリの子ユーグ1世に追放され後に暗殺された
- シモン（1045年 - 1087年）- 兄ロベールと同様、甥ユーグ1世により追放、その後は不明
- コンスタンス（1046年? - 1093年?） - カスティーリャ王アルフォンソ6世妃[1]

1040年、ロベールは、前年にユーグ司教が亡くなった後、義兄にあたるヌヴェール伯ルノー1世（1000年頃 - 1040年）の死去により、オセールを占拠し、オセール伯にもなっていた。『ユーグ・フロリアセンシスの年代記』によれば、ルノー1世の寡婦でロベールの実姉にあたるアデライード（エドヴィジュまたはアリックスとも）（1003年 - 1063年）、その息子で甥のギヨーム（後の新ヌヴェール伯ギヨーム1世）と和解した後1060年にはロベールはその地位を放棄している。
しかし、1048年にロベール1世は妻エリーとは近親結婚であることを教会に主張し離婚し、必然的にエリーの実家であるスミュール家との関係が悪化した。
晩餐会でロベール1世は舅ダルマス1世と喧嘩になり、それに介入したダルマス1世の四男で義弟にあたるジョスラン・ド・スミュール共々、双方怒りに任せて殺害、もしくはオセールのサンジェルマン修道院を襲撃してダルマス１世を暗殺したとされる。
離婚後のエリーはマルシーニ修道院に篭り以降、歴史家によれば、名をペトロニーユと改め、尼僧として晩年まで過ごした数年後に亡くなっている。
2人目の妻にアンジュー伯フルク3世の娘でガティネ伯ジョフロワ2世の未亡人エルマンガルドを選び、彼女との間には1女が生まれた。エルマンガルドも前妻エリーと同様ロベールの又従妹にあたる。
- イルドガルド（1056年頃 - 1104年） - アキテーヌ公ギヨーム8世妃[1]

ロベール1世の統治下、ブルゴーニュ公国は公爵に依存しない様々な小領主に分裂し、シャロン＝シュル＝ソーヌやマコンなどの世俗的領地やモレーム修道院などの教会的な領地も自治されるようになった。
それにより、ロベール1世は家臣を取り締まれない強盗騎士でしかなくなり、自分の領地の中で家臣の土地や特に教会頻繁に荒らし、土地を略奪することに生涯を費やす不謹慎な暴君の地位に身を落とした。特に教会をオータン主教区の所得とディジョン司教座聖堂参事会からワインを奪い取る等の略奪行為をしていた他、オセールのサンジェルマン修道院にも荒らしに入った。他、ロベールが教会や修道院に対して強奪したものは数多くあり、時には作物を奪い、什器を奪い、地下室を奪った。オーセロワ、ラングロワ、ディジョン、オーソワでは、修道僧たちの不満がいたるところで聞かれた。このような罪が罰せられないはずなく、結果的にロベールは破門されてしまった。
修道僧達は1060年にオータンで開かれたとされる公会議にて、ロベール1世がローマに巡礼の旅に出ることが決定され、旅は1060年 - 1064年の間に行われたとされる。贖罪としてロベール１世はローマを巡礼し、スミュール＝アン＝ノーソワ教会を建設した。この教会の左側の柱廊には、ロベール１世のダルマス１世殺害場面が描かれ、彫刻されたレリーフが存在する。
スペインでグレゴリウス改革の普及やモザラベ法典の根絶に一役買ったクリュニー修道院長ユーグは、レコンキスタでロベール1世に関心を寄せた。1058年、ロベール1世はバルセロナに行き、同市の伯爵ライムンド・ボレルの邸宅を訪れた。ロベールは最初の妃エリー・ド・スミュールの息子である次男アンリを伴っていた。この出会いの後、アンリはライムンド・ボレルの親戚と結婚したと言われており、その渾名は彼の子孫に受け継がれた。
ロベール1世は1076年に死去した。長男ユーグは戦死し、次男アンリもまたロベール1世に先立って死去していたため、次男アンリの長男ユーグ1世が公位を継承した。